# Just One Night (Eric Clapton)
Just One Night è il terzo album live di Eric Clapton, pubblicato nel 1980. Si tratta di un doppio album.

## Il Disco
Nonostante il titolo (trad. it. Solo una notte), l'album fu ricavato dalle registrazioni di due serate consecutive al Budokan di Tokyo (3 e 4 dicembre 1979), in occasione del tour promozionale dell'album Backless. Da alcuni critici viene ritenuto il migliore, tra la moltitudine di dischi live pubblicati dall'artista inglese nell'intero arco della sua carriera, per merito sia dell'ottimo stato di forma di Slowhand sia dell'alto livello dei musicisti che lo accompagnano, su tutti il chitarrista Albert Lee.

## Tracce

### Edizione originale in vinile

#### Lato A
1. Tulsa Time - 3:36 - (Flowers)
2. Early In The Morning - 7:00 - (Traditional)
3. Lay Down Sally - 5:15 - (Clapton, Marcy Levy, George Terry)
4. Wonderful Tonight - 4:47 - (Clapton)

#### Lato B
1. If I Don't Be There By Morning - 4:00 - (Bob Dylan, Helena Springs)
2. Worried Life Blues - 8:20 - (Merriweather)
3. All Our Past Times - 5:09 - (Clapton, Rick Danko)
4. After Midnight - 5:22 - (J.J. Cale)

#### Lato C
1. Double Trouble - 7:40 - (Rush)
2. Setting Me Up - 5:29 - (Mark Knopfler)
3. Blues Power - 7:25 - (Clapton/Russell)

#### Lato D
1. Rambling On My Mind - 8:40 - (Johnson/Traditional)
2. Cocaine - 7:10 - (J.J. Cale)
3. Further On Up The Road - 6:50 - (Medwick/Robey)

### Edizione in CD 1986[5]

#### Disco 1
1. Tulsa Time - 4:00 - (Flowers)
2. Early In The Morning - 7:11 - (Traditional)
3. Lay Down Sally - 5:35 - (Clapton, Marcy Levy, George Terry)
4. Wonderful Tonight - 4:42 - (Clapton)
5. If I Don't Be There By Morning - 4:26 - (Bob Dylan, Helena Springs)
6. Worried Life Blues - 8:28 - (Merriweather)
7. All Our Past Times - 5:00 - (Clapton, Rick Danko)
8. After Midnight - 5:38 - (J.J. Cale)

#### Disco 2
1. Double Trouble - 8:17 - (Rush)
2. Setting Me Up - 4:35 - (Mark Knopfler)
3. Blues Power - 7:23 - (Clapton/Russell)
4. Rambling On My Mind - 8:48 - (Johnson/Traditional)
5. Cocaine - 7:39 - (J.J. Cale)
6. Further On Up The Road - 7:17 - (Medwick/Robey)

## Formazione
- Eric Clapton - chitarra, voce
- Henry Spinetti - batteria
- Chris Stainton - tastiere
- Albert Lee - chitarra, tastiere e voce in Setting Me Up
- Dave Markee - basso

## Crediti tecnici
- David Stewart - design di copertina, direzione artistica;
- Ken Konno - illustrazione;
- Phil Chapman - missaggio;
- Dave Brown e Koichiri Hiki - fotografia;
- Jon Astley - produttore, ingegnere del suono e missaggio